# Nadzieja Jakubowicz
Nadzieja Jakubowicz (biał. Надзея Якубовіч, ur. 24 lutego 1954 w Narutowiczach) – białoruska lekkoatletka specjalizującą się w rzucie oszczepem, która startowała w barwach Związku Radzieckiego.
W 1976 roku startowała w igrzyskach olimpijskich, gdzie z wynikiem 59,16 zajęła 7. miejsce. Dwa razy (w 1975 oraz 1977) sięgała po złoto uniwersjady. Swoją międzynarodową karierę rozpoczęła w 1970 roku zajmując piątą lokatę w mistrzostwach Europy juniorów. Rekord życiowy: 63,68 (1983).